# Brigittenau
Brigittenau est le vingtième arrondissement de Vienne.

## Histoire
En 1899, Marie Lang crée la Verein Wiener Settlement (de). Le premier projet est une cuisine scolaire qu'ils mettent en place à Brigittenau, bien qu'ils ne sont pas en mesure de trouver un bâtiment convenable pour le logement.

## Lieux
- Eglise Sainte-Brigitte, de style néogothique (1874)
- Millenium Tower, l'un des plus hauts gratte-ciel de Vienne avec 202 mètres (1999)

## Personnalités liées

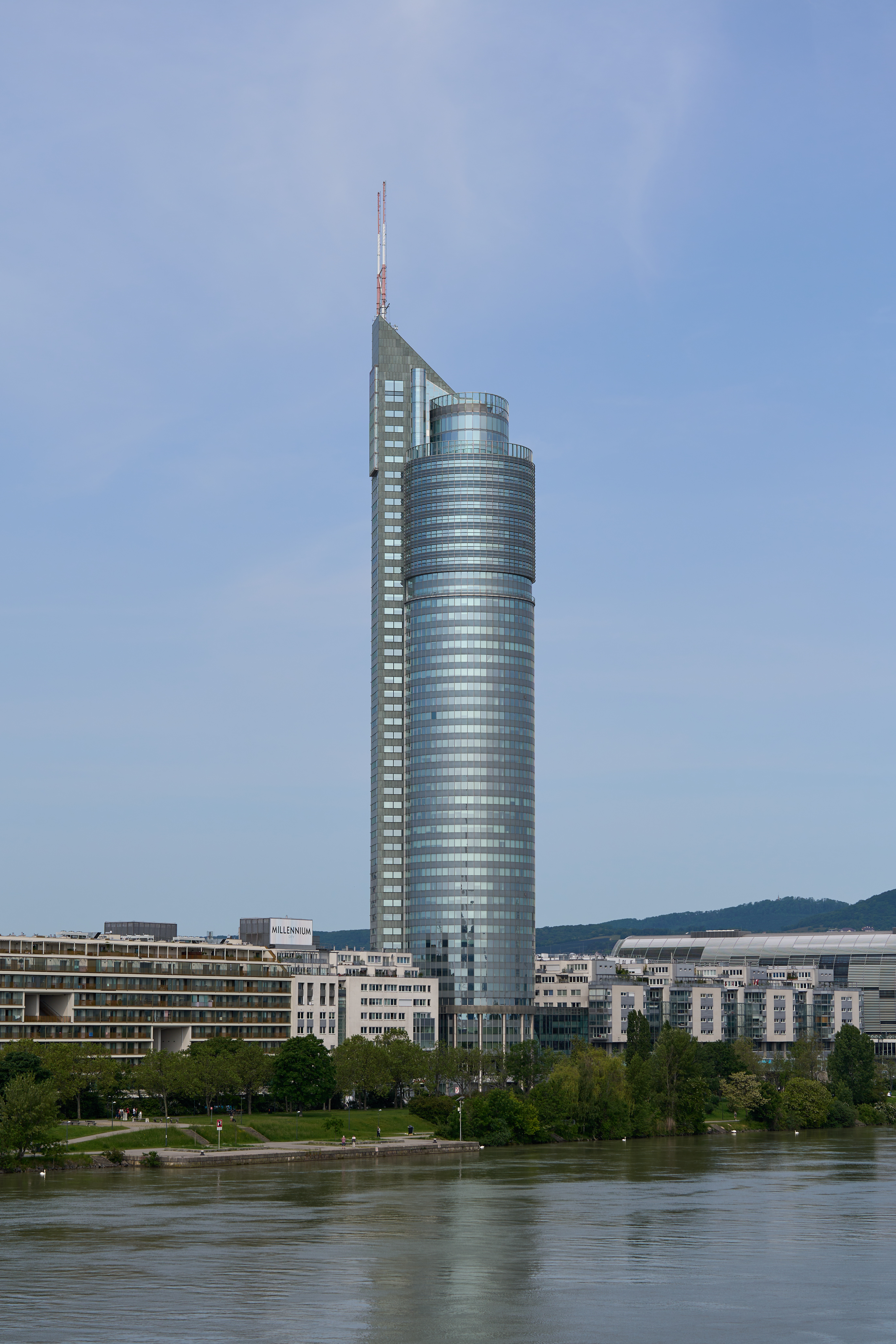
Millennium Tower.

- Millennium Tower.Herbert Rosenkranz (1924-2003), historien autrichien.